# 델리아 보카르도

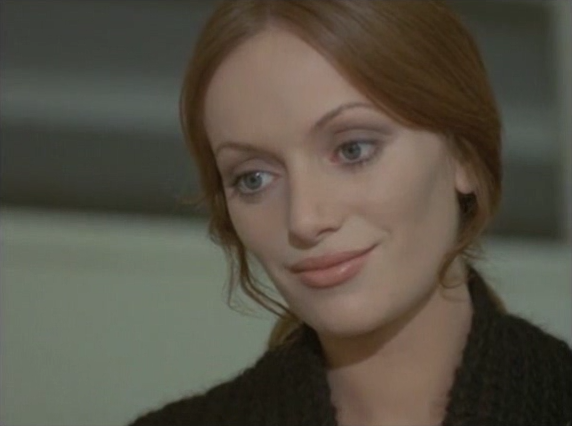

델리아 보카르도(Delia Boccardo, 1948년 1월 29일 ~ )는 이탈리아의 배우이다.
제노바에서 태어났다.

## 출연 작품
- 인콰이어리 (2006년)
- 카사노바 (1992년)
- 어시지 언더그라운드 (1985년)
- 헤라클레스 (1983년)
- 노스탤지아 (1983년)
- 아프로디테 (1982년)
- 홀리데이 킬러 (1977년) - 비키 글리슨 역
- 하이 크라임 (1973년)
- 로마여 영원하라 (1973년)
- 호의 (1971년)
- 더 어드벤처스 (1970년)
- 애련의 밀사 (1970년)
- 형사 클루조 (1968년)
- 야성의 눈 (1967년)

### 텔레비전
- 사하라의 비밀 (1987, Il segreto del Sahara)